# Psychoda bogotensis
Psychoda bogotensis är en tvåvingeart som beskrevs av Wagner och Joost 1994. Psychoda bogotensis ingår i släktet Psychoda och familjen fjärilsmyggor.
Artens utbredningsområde är Colombia. Inga underarter finns listade i Catalogue of Life.